# Jean-Antoine de Baïf

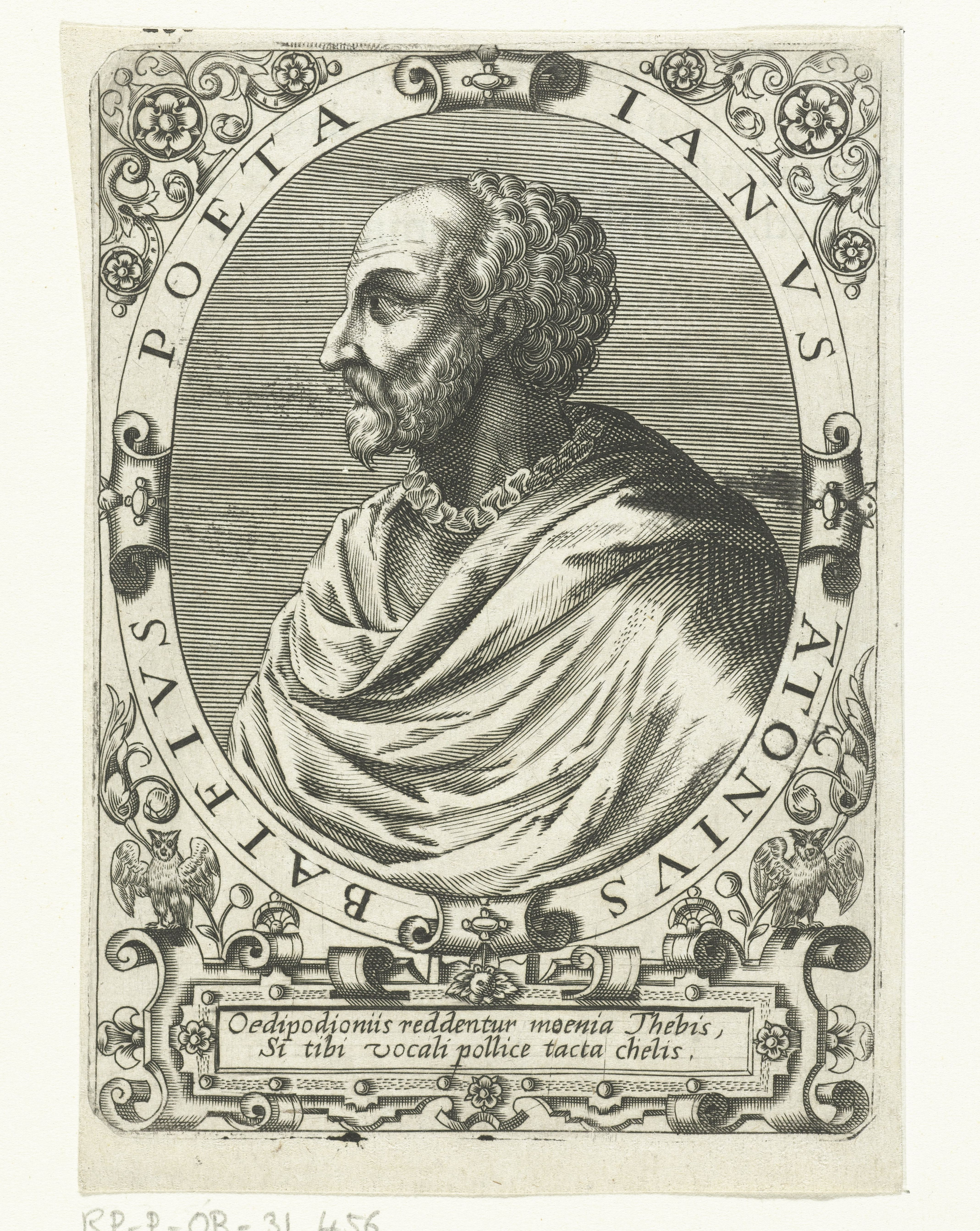
Jean-Antoine de Baïf

Jean-Antoine de Baïf (* 19. Februar 1532 in Venedig; † 19. September 1589 in Paris) war ein französischer Dichter. Er war mit Pierre de Ronsard befreundet  und gehörte der von diesem geführten Dichtergruppe La Pléiade an. Er war der bekannteste einiger zeitgenössischer Autoren, die in der französischen Literatur eine den Silbenquantitäten des Altgriechischen und Lateinischen nachempfundene quantitierende Metrik einzuführen versuchten.

## Leben
Er wurde als unehelicher Sohn des Diplomaten und Humanisten Lazare de Baïf geboren. Seine Erziehung wurde in die Hände der bekanntesten Geistesgrößen der Epoche gelegt, namentlich von Jean Dorat, dem er später an das Collège de Coqueret folgen sollte, und Charles Estienne. Baïf hat ein umfangreiches Werk hinterlassen, Les Amours (1552/58), das von Vergils Georgica inspirierte Les Météores (1567), die Passe-Temps (1573) und Les Mimes, enseignements et proverbes (1581), die als seine beste Arbeit angesehen werden. Doch wurde keines seiner Werke wirklich berühmt. Joachim du Bellay, ein anderer Pléiade-Dichter, nannte ihn „le docte, doctieur, doctime Baïf“ (dt. etwa den gelehrten, gelehrteren, gelehrtesten B.).

## Werk
1570 gründete Baïf gemeinsam mit dem Komponisten Joachim Thibault de Courville und dem Dichter Pierre de Ronsard und unter der königlichen Schirmherrschaft von Karl IX. in seinem Haus im Pariser Vorort St. Marceau die Académie de musique et de poésie, die eine starke Wirkung auf die zeitgenössische Dichtung ausübte. Baïf veröffentlichte 1574 die Étrennes de poésie française in der Technik der vers mesurés oder vers mesurés à l’antique, d. h. in einer Metrik, die sich an der quantitierenden Dichtung der antiken Sprachen orientierte. Ein fünfzehnsilbiger quantitierender Vers wurde nach ihm vers Baïfin genannt. Seine übrigen Werke in quantitierender Metrik – ein vollständiger, ein unvollendeter Psalter und mehrere Bände mit Chansonettes – erschienen nicht im Druck.
Unter dem Einfluss der antiken Literatur hatten europäische Renaissance-Autoren verschiedentlich versucht, die quantitierende Metrik mit ihrer Gewichtung langer und kurzer Silben in Sprachen einzuführen, die sich dazu nicht immer eigneten. Jacques de la Taille hatte 1562 eine Manière de faire des vers en français comme en grec et en Latin verfasst („Anleitung zum Schreiben französischer Verse wie im Griechischen und Lateinischen“, gedruckt 1573). Baïf jedoch ging bei diesem Vorhaben so weit, dass er ein Schreibsystem erfand, um sowohl die Aussprache als auch die Metrik seiner Verse wiederzugeben.
Dennoch ist er nicht als Sprachreformer wie Louis Meigret, Jacques Peletier du Mans oder Petrus Ramus zu sehen. Er hat nie versucht, die traditionelle Schreibung des Französischen zu verändern, seine eigene Schreibweise blieb den Versen in quantitierender Metrik vorbehalten. Obwohl sich die Literaturkritik mit den Vers mesurés oft nicht einmal beschäftigt hatte, hielten man sie für unbeholfen; sie blieben weitgehend unbekannt. Einige Komponisten, darunter Claude Le Jeune ou Jacques Mauduit, vertonten sie in der Musique mesurée. Dies beeinflusste die Musik des 17. Jahrhunderts nachhaltig, insbesondere das Wort-Ton-Verhältnis.
Baïf bearbeitete für die Theaterbühne den Eunuchus von Terenz als L’Eunuque (1565, gedruckt 1573) und Miles Gloriosus von Plautus als Le Brave (1567); aus dem Griechischen übersetzte er die Antigone von Sophokles. Ferner stammen von ihm Übersetzungen von Bion von Smyrna, Moschos, Theokrit, Anakreon, Catull und Martial.